# Фудбалски савез Антигве и Барбуде
Фудбалски савез Антигве и Барбуде (енгл. Antigua and Barbuda Football Association (ABFA)) је управно тело фудбала у Антигви и Барбуди. Они контролишу фудбалску репрезентацију Антигве и Барбуде.

## Такмичења
АБФА надгледа администрацију фудбалских лига Антигве и Барбуде; Премијер дивизија, Прва дивизија, Друга дивизија и женска дивизија, као и ФА куп Антигве и Барбуде.

## Национални стадион
Званични национални стадион АБФАе је рекреационо игралиште Антигва, са капацитетом од 12.000 гледалаца, које је одобрено да угости утакмице квалификација за Светско првенство 2010. године. Покушај да се стадион Сир Вивиан Ричардс одобри за утакмице одбијен је због „текућих радова”. 